# Distant Tides
Distant Tides – to pierwsza studyjna płyta wydana 25 kwietnia 2006 roku przez niezależny zespół Dark Empire. Zebrała bardzo dobre recenzje na zagranicznych stronach internetowych. Dowodem tego jest drugie miejsce w rankingu najlepszych niezależnych produkcji według magazynu Brave Words & Bloody Knuckles. W 2007 roku zespół wydał limitowaną edycję z bonusowym kawałkiem instrumentalnym pt. "Eternal Light".

## Lista utworów
1. We Will Never Die
2. The Alchemist
3. A Soul Divided
4. Distant Tides
5. Northern Sky
6. The Final Vision
7. Eternal Light [utwór bonusowy z limitowanej edycji]

## Skład zespołu
- Matt Moliti – gitara, wokal
- Jens Carlsson – wokal
- Noah Martin – gitara basowa
- Teemu Takhanen – perkusja